# Ден Гармон
Ден Гармон (англ. Dan Harmon; 3 січня 1973, Мілвокі) — американський телевізійний сценарист і продюсер, а також письменник.

## Біографія
Гармон народився в Мілвокі, штат Вісконсин. Закінчив старшу школу в Браун Дір, у передмісті Мілвокі, і відвідував католицький університет Маркетт у Мілвокі. Деякий час навчався в коледжі каліфорнійського міста Глендейл. Пізніше Гармон почав використовувати свій досвід навчання в коледжі для написання сценарію телесеріалу «Спільнота». Гармон був учасником імпровізаційного театру комедії ComedySportz у Мілвокі разом з Робом Шребом, членом скетч-трупи The Dead Alewives, творцем коміксів. У 1996 році вони разом підготували альбом «Take Down the Grand Master». На початку своєї кар'єри в Мілвокі Гармон часто з'являвся на сцені безкоштовної комедії SafeHouse, відзначившись, зокрема, піснею про мастурбації.
1999 року Гармон взяв участь у створенні пілотної серії телесеріалу Heat Vision and Jack (у головних ролях Овен Вілсон, Джек Блек і Рон Сільвер). Разом з Сарою Сільверман він створював програми для Comedy Central, написавши сценарії для декількох епізодів. Також Гармон написав сценарії двох епізодів комедійного вебсеріалу Yacht Rock [en] для Channel 101. Разом з Робом Шребом він був творцем, виконавчим продюсером і виконавцем телепрограми Acceptable.TV для каналі VH1, написав в співавторстві з ним сценарій мультфільму "Будинок-монстр". Йому приписують написання частини серій коміксів Роба Шреба Scud: The Disposable Assassin, а також спін-офф серії коміксів La Cosa Nostroid.
У 2009 році NBC вибрала для показу восени ситком Гармона «Спільнота», на яку його надихнув його власний досвід навчання в коледжі спільноти. Протягом 3 сезонів Гармон був шоуранером серіалу, поки 18 травня 2012 року не було оголошено про його відхід в результаті напруженості у відносинах з керівництвом Sony. 1 червня 2013 року Гармон оголосив про своє повернення в команду «Товариства» в якості со-шоураннер разом з Крісом Маккенна. Ця новина була підтверджена Sony Pictures 10 червня. У травні 2014 роки після показу п'ятого сезону NBC ухвалила рішення закрити серіал, після чого Гармон оголосив 30 червня 2014 року, що Yahoo! відновила серіал, маючи намір показати 13 епізодів шостого сезону в онлайн-ефірі на Yahoo! Screen.
23 травня 2011 року Гармон почав спільно з Джеффом Девісом випускати щомісячне комедійне шоу і подкаст під назвою Harmontown. Після його звільнення з команди «Товариства», шоу стало щотижневим. Шоу надихнуло підписаний сервіс потокового мультимедіа Seeso на створення мультсеріалу HarmonQuest. Гостями Harmontown були такі зірки як Бобкет Голдтвейт, Обрі Плаза, Ерік Айдл, Джейсон Судейкіс, Зої Лістер-Джонс, Робін Вільямс, а також колишня дружина Гармона Ерін Макгеті. На початку 2013 року Гармон і Девіс провели гастролі, під час якого влаштовували трансляції з Остіна, Нешвілла, Сомервілля, Брукліна, штату Род-Айленд і інших місць. Тур став предметом документального фільму режисера Ніла Берклі, який супроводжував Гармона і Девіс. Прем'єра фільму, названого Harmontown, відбулася на кінофестивалі в Остіні SXSW 8 березня 2014 року.
Під час річної перерви в роботі над сіткомом «Спільнота» Гармон у співавторстві з Джастіном Ройландом зайнявся роботою над анімаційним шоу. У цей же період Adult Swim замовив Гармону і Ройланду 30-хвилинний анімаційний пілот серіалу «Рік і Морті». Прем'єра відбулася 2 грудня 2013 року, за підсумками якої було вирішено знімати другий сезон. У цьому серіалі Гармон озвучував репера MC Haps і Пташину особистість.